# Robert Morales
Robert Osmar Morales Benítez (Concepción, 17 marzo 1999) è un calciatore paraguaiano, attaccante della Toluca e della nazionale paraguaiana.

## Carriera

### Nazionale
Ha esordito con la nazionale paraguaiana il 24 marzo 2022, nella partita di qualificazione al Mondiale 2022 vinta per 3-1 contro l'Ecuador, segnando la prima rete dell'incontro al nono minuto di gioco e venendo poi sostituito per infortunio al quattordicesimo del primo tempo.

## Statistiche

### Cronologia presenze e reti in nazionale
| Cronologia completa delle presenze e delle reti in nazionale ― Paraguay | Cronologia completa delle presenze e delle reti in nazionale ― Paraguay | Cronologia completa delle presenze e delle reti in nazionale ― Paraguay | Cronologia completa delle presenze e delle reti in nazionale ― Paraguay | Cronologia completa delle presenze e delle reti in nazionale ― Paraguay | Cronologia completa delle presenze e delle reti in nazionale ― Paraguay | Cronologia completa delle presenze e delle reti in nazionale ― Paraguay | Cronologia completa delle presenze e delle reti in nazionale ― Paraguay |
| Data                                                                    | Città                                                                   | In casa                                                                 | Risultato                                                               | Ospiti                                                                  | Competizione                                                            | Reti                                                                    | Note                                                                    |
| ----------------------------------------------------------------------- | ----------------------------------------------------------------------- | ----------------------------------------------------------------------- | ----------------------------------------------------------------------- | ----------------------------------------------------------------------- | ----------------------------------------------------------------------- | ----------------------------------------------------------------------- | ----------------------------------------------------------------------- |
| 24-3-2022                                                               | Ciudad del Este                                                         | Paraguay                                                                | 3 – 1                                                                   | Ecuador                                                                 | Qual. Mondiali 2022                                                     | 1                                                                       | 14’                                                                     |
| 27-3-2023                                                               | Santiago del Cile                                                       | Cile                                                                    | 3 – 2                                                                   | Paraguay                                                                | Amichevole                                                              | -                                                                       | 78’                                                                     |
| Totale                                                                  |                                                                         | Presenze                                                                | 2                                                                       |                                                                         | Reti                                                                    | 1                                                                       |                                                                         |

## Palmarès

### Club

#### Competizioni nazionali
- Campionato paraguaiano: 2

Cerro Porteño: Apertura 2020, Clausura 2021
- Campionato messicano: 1

Toluca: 2024-2025 (Clausura)